# Johann Ritter
Johann Wilhelm Ritter (Samitz bei Haynau, Szilézia, 1776. december 16. – München, 1810. január 23.) német vegyész, fizikus és filozófus.

## Pályafutása
A tudománnyal először Leignitzben találkozott, ahol 14 évesen egy patikában volt tanonc; ott kezdte érdekelni a kémia. 1796-ban kezdte medikus tanulmányait a jénai egyetemen, számos kísérleti kutatást végzett a kémia, villamosság és egyéb területeken.
Ritter a német romantikus mozgalomhoz tartozott. Személyes ismerőse volt Johann Wolfgang von Goethe, Alexander von Humboldt, Johann Gottfried Herder és Clemens Brentano. Nagy hatással volt rá Friedrich Wilhelm Joseph Schelling, a Naturphilosophie mozgalom fő filozófusa.
1801-ben Jénába látogatott Hans Christian Ørsted, akivel összebarátkozott. Ritter számos kutatását Ørsted hozta nyilvánosságra.
Kezdetben a galvanikus jelenséget kutatta. Értelmezte a kémiai reakciók által generált elektromosság Luigi Galvani és más kutatók által megfigyelt élettani hatásait.
Értelmezése jóval közelebb áll a valósághoz, mint Galvani „állati elektromosság” elmélete vagy Alessandro Volta álláspontja, amely szerint „az elektromosságot fémek érintkezése hozza létre”, de korának tudományos társadalmát nem tudta meggyőzni.
1800-ban, röviddel a Volta-oszlop feltalálása után, William Nicholson és Anthony Carlisle felfedezte, hogy a víz felbontható részeire. Röviddel ezután, tőlük függetlenül Ritter is felfedezte ezt a hatást.
Mérte és gyűjtötte a mérési eredményeket a reakcióban keletkező oxigénről és hidrogénről. Feltalálta az elektrolitikus bevonatkészítés módszerét. 1802-ben megépítette az első elektromechanikus cellát — ennek 50 rézlemezét kartonpapír szigetelte el egymástól a sóoldatban. Számos kísérletet végzett a Volta-oszloppal úgy, hogy azt különféle testrészeihez érintette. Leírta a tapasztalt fiziológiai hatásokat; ezek közül néhányat később nem erősítettek meg.
Több kísérlettel kereste a természet különböző „erőit” és ezek összefüggéseit. 1801-ben, miután hallott William Herschel felfedezéséről, a „hősugarakról” (az infravörös sugárzásról) és Carl Wilhelm Scheele azon felfedezéséről, hogy a Nap sugarai redukálják az ezüst-oxidot, méghozzá annál erősebben, minél kisebb a hőhatásuk, Ritter a látható spektrum másik végén elkezdte keresni az ellenkező, azaz hűtő sugárzást. Ilyesmit nem talált, de egy sor kísérlet után észrevette, hogy a megvilágított ezüst-klorid, ami a színkép vörös oldalához közel (egészen a zöld tartományig) egyáltalán nem reagál a fényre, a színkép lila vége felé haladva egyre gyorsabban megfeketedik, és ez a hatás a látható színtartományt elhagyva folytatódik. Az így talált „kémiai sugarakat” később ibolyántúli (ultraibolya) sugárzásnak nevezték el.
Néhány kutatását elismerték fontos tudományos eredménynek, de magáénak igényelt számos olyan felfedezést is, amelyeket más kutatók nem ismertek el. Például jelezte, hogy a Földnek van elektromos pólusa, amelyet bimetál tű mozgásával lehet kimutatni, továbbá kijelentette, hogy a Volta-oszlopok helyett mágnesekkel is tudja a vizet elektrolizálni.
Nem volt rendszeres jövedelme és sosem lett egyetemi tanár, bár 1804-ben a Bajor Tudományos Akadémia (München) a tagjai közé választotta. 1804-ben megnősült és négy gyereke született, de nem tudta eltartani családját. 1810-ben fiatalon halt meg, szegényen, feltehetően gyenge egészségi állapota és anyagi problémái miatt is.

### Írásai
Johann Wilhelm Ritter: Egy fiatal fizikus fragmentumaiból(fordította Tillmann J. A.), VIGÍLIA 1991/11.

## Fordítás
- Ez a szócikk részben vagy egészben  a    Johann Wilhelm Ritter  című angol Wikipédia-szócikk fordításán alapul.  Az eredeti cikk szerkesztőit annak laptörténete sorolja fel. Ez a jelzés csupán a megfogalmazás eredetét és a szerzői jogokat jelzi, nem szolgál a cikkben szereplő információk forrásmegjelöléseként.